# Croce di Gerone
La Croce di Gerone (in tedesco Gerokreuz) è uno dei più antichi crocifissi monumentali sopravvissuti in Europa a nord delle Alpi e una delle prime sculture monumentali del Medioevo.
La dibattuta analisi dell'opera, divisa tra considerazioni di stile e indagini scientifiche, ne ha stabilito la datazione alla seconda metà del X secolo. La croce è da sempre conservata nel duomo di Colonia, suo luogo d'origine sotto la committenza dell'arcivescovo di Colonia Gerone. La croce, in legno di quercia e grande 2,88x1,66 m, è uno dei massimi capolavori del periodo ottoniano e caposaldo fondamentale per la storia dell'arte occidentale: nella storia dell'iconografia, rappresenta una svolta nella raffigurazione del Redentore cristiano, che viene mostrato per la prima volta sofferente e umano, superando la precedente raffigurazione eroica e vittoriosa dell'arte bizantina. La scultura è inoltre considerata un modello per molte delle seguenti raffigurazioni di Cristo del Medioevo.

## Storia

### Committenza

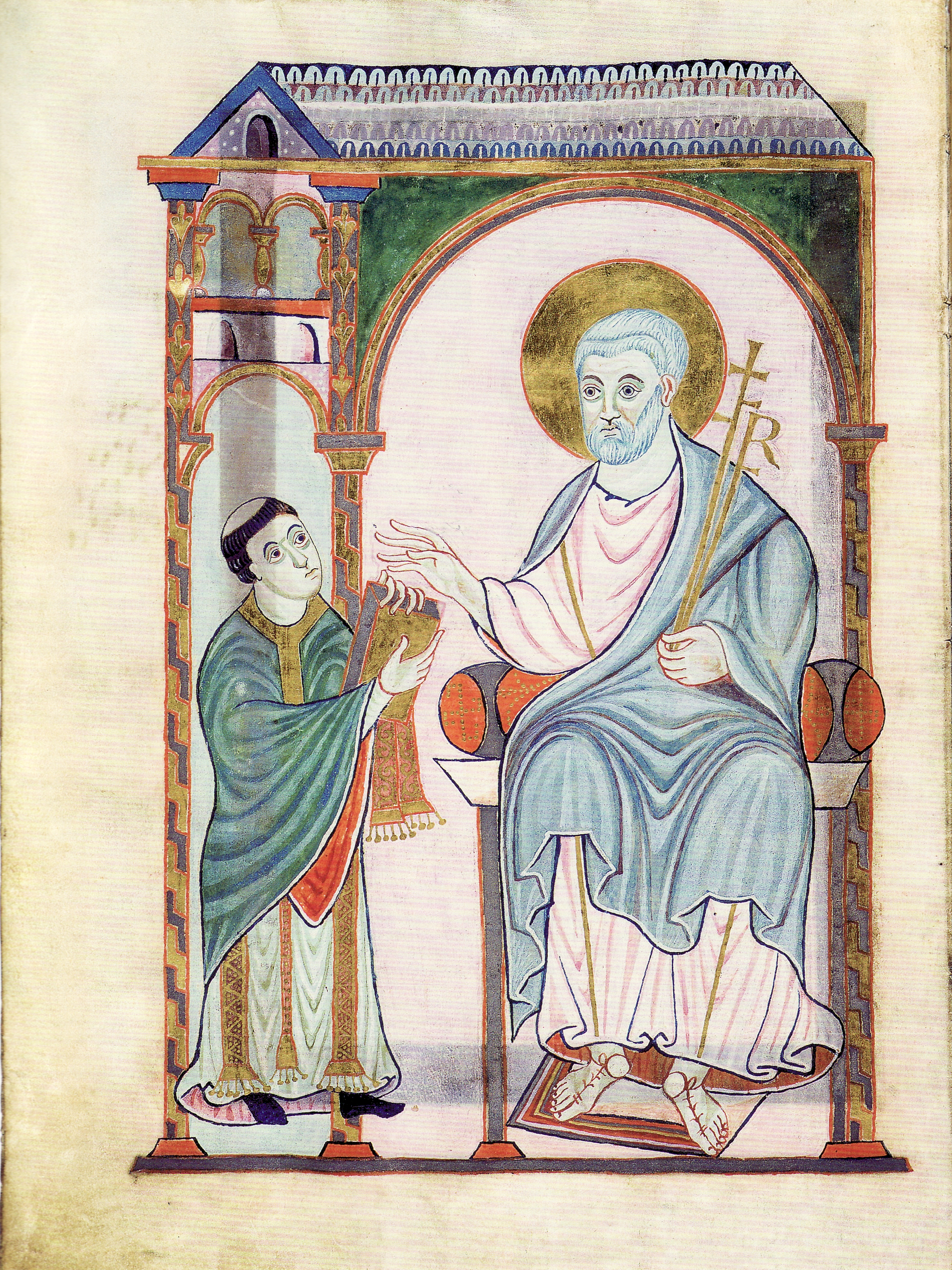
Gerone presenta il Codice a San Pietro dal Codice di Gerone.

Il presunto committente della Croce di Gerone è l'arcivescovo di Colonia Gerone. Nel 971 si recò a Costantinopoli per conto dell'imperatore Ottone I per trovare una figlia dell'imperatore romano d'Oriente come sposa per il proprio figlio Ottone, che in seguito sarebbe diventato l'imperatore Ottone II. Dopo lunghe trattative, portò finalmente la nipote imperiale dodicenne Teofano con sé nel Sacro Romano Impero come sposa per il figlio. Teofano portò numerosi artisti e artigiani al suo seguito, che contribuirono alla crescente influenza dell'arte bizantina nell'impero, anche se lo stesso Gero conobbe l'arte locale durante la sua lunga permanenza a Costantinopoli e avrebbe potuto esercitare la sua influenza sul disegno della croce.
La croce è stata realizzata da un artista sconosciuto nella seconda metà del X secolo. A causa dell'origine del legno, è certo che sia stato prodotto a Colonia o nella zona circostante. La croce fu collocata nella Cattedrale Vecchia (o Cattedrale di Hildebold), la chiesa precedente all'odierna cattedrale di Colonia, al centro della navata sopra il sarcofago del suo fondatore Gerone.
Il cronista Thietmar von Merseburg riportò nella sua cronaca, all'inizio dell'XI secolo, di un miracolo avvenuto sulla croce: Gerone, notata una crepa nella testa del Cristo, l'avrebbe colmata e riparata inserendovi una reliquia della Vera Croce e un'ostia, dopo una fervida preghiera:
(Thietmar, III, 2, traduzione di Werner Trillmich)

### Menzioni ed eventi successivi

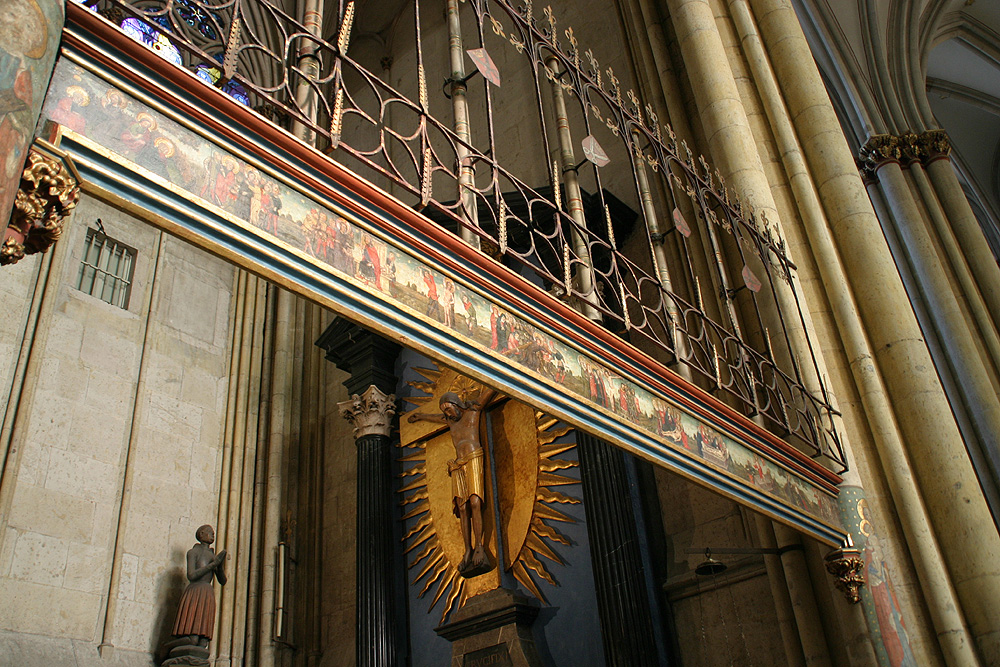
Candelabro della corporazioni dei sarti davanti alla Kreuzkapelle (1351 circa)

Dopo la posa della prima pietra della nuova cattedrale gotica nell'agosto del 1248, la vecchia cattedrale carolingia andò completamente bruciata durante i lavori di demolizione. La croce di Gerone sopravvisse all'incendio e fu collocata nel nuovo edificio dal 1270, presumibilmente sopra l'altare della cappella di Santo Stefano, dove ancora oggi si trova il sarcofago di Gerone.
Al più tardi nel 1351, la croce fu spostata sul muro orientale della Kreuzkapelle, dove è appesa ancora oggi. Ciò è dimostrato da un atto di fondazione in cui la Confraternita della Santa Croce fondata dalla corporazione dei sarti donò un candeliere alla cattedrale, che ancora oggi è appeso di fronte alla Kreuzkapelle; Nei documenti si parla di ante introitum chori contro altare s. Crucis. La croce di Gerone è citata anche nella Vita di Irmgard von Süchteln del XIV secolo. La leggenda vuole che durante il suo terzo pellegrinaggio a Roma, nella Basilica di San Paolo fuori le mura, nel corso di una preghiera a un crocifisso, esso si sarebbe rivolto alla santa chiedendole di "salutarle" la Croce di Gerone, ordine che la donna avrebbe poi eseguito ottenendo il "ringraziamento" da parte del crocifisso di Colonia. Anche qui si parla della croce in ecclesia S. Petri prope sacristiam e St. Peterskirchen zu Collen vur der gherkammere, cioè in un luogo davanti alla sacrestia; l'ingresso alla sacrestia si trova sulla parete nord della Kreuzkapelle.
L'altare barocco che circonda la croce e l'aureola dorata a mandorla con raggi alternati furono commissionati nel 1683 dal canonico Heinrich Friedrich von Mering, responsabile del progetto del coro della cattedrale. L'altare ricevette la seguente iscrizione latina:
(Traduzione da Max Imdahl, Das Gerokreuz im Kölner Dom)
In questa occasione, la croce fu fissata per la prima volta a un supporto. In precedenza probabilmente era libera, con pochi fissaggi, addossata alla parete dell'altare.
L'ultimo restauro completo sulla croce fu eseguito nel 1900 da Wilhelm Batzem, intervento che dal punto di vista del restauro moderno ha apportato qualche danno.

## Descrizione e dettagli

### Corpo

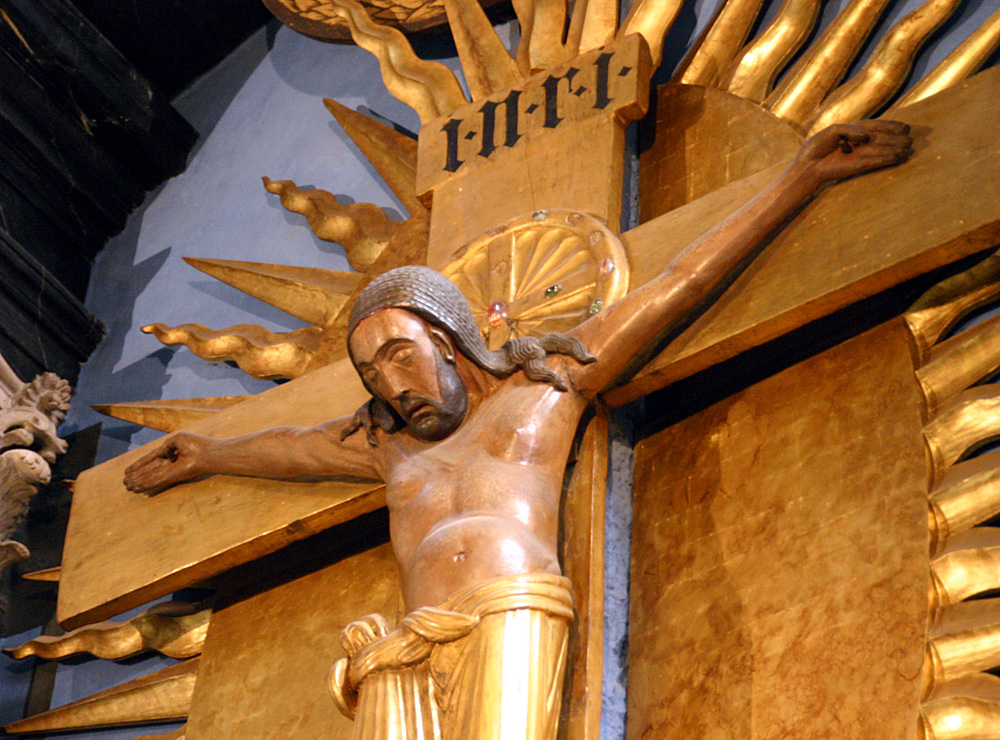
Foto di dettaglio

Il corpo di Cristo crocifisso (crucifixus) è alto 1,87 metri dalla testa ai piedi, ed esattamente due metri dal suppedaneo alla sommità della mano. L'apertura orizzontale è di 1,66 metri e in testa la scultura raggiunge il suo spessore massimo di 33 cm. È realizzato a partire da un tronco di quercia di alta qualità: il legno fresco è stato probabilmente preformato in modo grossolano e poi, dopo una fase di essiccazione e stoccaggio, scolpito nella sua forma finale finemente lavorata per evitare crepe.
La superficie in legno è levigata con molta attenzione in modo che non ci siano quasi tracce di lavorazioni o utensili visibili. A quanto sembra, alcuni contorni del dito e della barba sono stati successivamente rielaborati con strumenti più affilati. La superficie della pelle presenta almeno sette strati di vernice apposti nel corso dei secoli che ne costituiscono l'incarnato. L'ultima del 1900 è quasi scomparsa, mentre lo strato più basso, presumibilmente originale, è meglio conservato. La maggior parte dei danni ai primi incarnati proviene dal trattamento di Batzem del 1900. Nel complesso, comunque, gli strati di vernice non originali sono così sottili che la scultura non è sfigurata rispetto al suo stato primitivo. Solo nel perizoma l'ultimo strato d'oro è molto spesso e grossolano, tanto da falsare la trama originale.
Il corpo è scavato nella parte posteriore e quindi pesa solo 36,5 chilogrammi. È possibile che la cavità fosse riempita con una miscela di tela e colla. La cavità è visibile solo rimuovendo il corpo dalla croce e mostra le tracce rozze ma ben scolpite di semplici strumenti.
Le braccia sono attaccate e fissate al corpo con tasselli di legno.
La figura a grandezza naturale di Cristo è mostrata con gli occhi chiusi, il ventre sporgente, il torace infossato e i tendini che sporgono dalle braccia e dalle gambe. I pollici delle mani forati dalle unghie pendono verso il basso. I capelli marrone scuro lunghi fino alle spalle sono cesellati molto finemente sul davanti e disposti in ampie ciocche ricadenti. La testa contiene un foro e alcuni chiodi sul retro con uno scopo inspiegabile, ma non è dimostrabile alcuna crepa o cavità nascosta per le reliquie , come invece si presumeva nella letteratura fino alle indagini del 1976 (Haussherr, Imdahl e successivi).

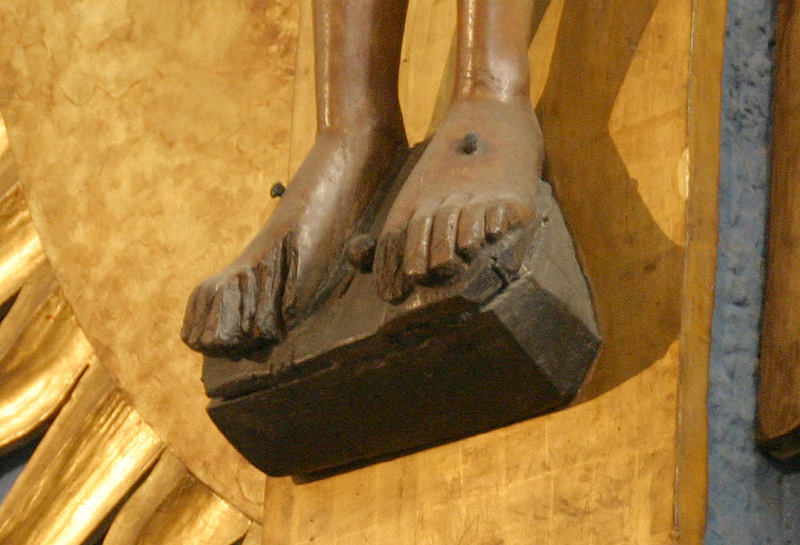
Suppedaneo e piedi della scultura, leggermente danneggiati

Il perizoma è dorato all'esterno e dipinto di rosso all'interno. In questa zona, la vernice originale è in gran parte scomparsa sopra gli strati successivi. È possibile che fosse rosso nella condizione originale, che in combinazione con una croce tempestata d'oro avrebbe potuto avere un effetto completamente diverso.
I piedi poggiano sul suppedaneo e sono inchiodati ciascuno alla croce con un chiodo, tipico di questa fase dell'iconografia cristiana che mostrava un chiodo per ogni piede e non un chiodo a forare entrambi. Mancano due dita del piede sinistro a causa di rotture e/o agenti atmosferici e l'alluce del piede destro. I talloni sono molto rovinati dalle intemperie. Nonostante queste piccole mancanze, la scultura è ben conservata per la sua età.

### Croce
Le due assi di quercia che compongono il crocifisso sono larghe circa 40 cm e spesse in media da 4,3 a 4,7 cm. La trave longitudinale misura 2,88 metri, la trave trasversale 1,98 metri. L'estremità superiore si fonde con il titulus ad un'altezza di 20 centimetri, un cartello largo 49 centimetri con l'iscrizione I·N·R·I in minuscoli gotici neri. All'estremità inferiore della trave longitudinale, probabilmente intorno al 1683, fu ritagliato un incavo a tre centimetri di altezza per collocare la croce in un supporto.
La trave trasversale era inizialmente fissata con cinque chiodi di legno. Successivamente, sono stati aggiunti quattro chiodi di ferro e otto punti metallici, che oggi sono quasi scomparsi. Ci sono due golfari sulla traversa, che probabilmente erano usati per coprire la croce durante la Quaresima.
La parte anteriore della croce è stata dorata durante l'ultimo intervento di Wilhelm Batzem nel 1900. Numerosi piccoli chiodi sulla croce indicano che in passato potrebbero essere già esistite applicazioni in lamiera d'oro. La parte posteriore è dipinta di marrone.
All'incrocio tra il braccio longitudinale e trasversale c'è un rilievo circolare, presumibilmente scolpito in legno di noce, con un diametro di 50,5 cm, che raffigura l'alone (nimbo) del crocifisso. Il rilievo spesso sei centimetri è diviso in quattro campi da una croce greca, a loro volta provvisti di quattro cavità a forma di lacrima. Sul bordo esterno del rilievo e sulla croce sono applicati come decoro cristalli di rocca rossi e verdi alternati; il più grande si trova al centro, probabilmente era ricavato da un pomello o qualcosa di simile, che insieme al disegno a ventaglio suggerisce che l'aureola non facesse parte della decorazione originaria della croce. Probabilmente risale al XII secolo.

## Stile

### Datazione storico-artistica

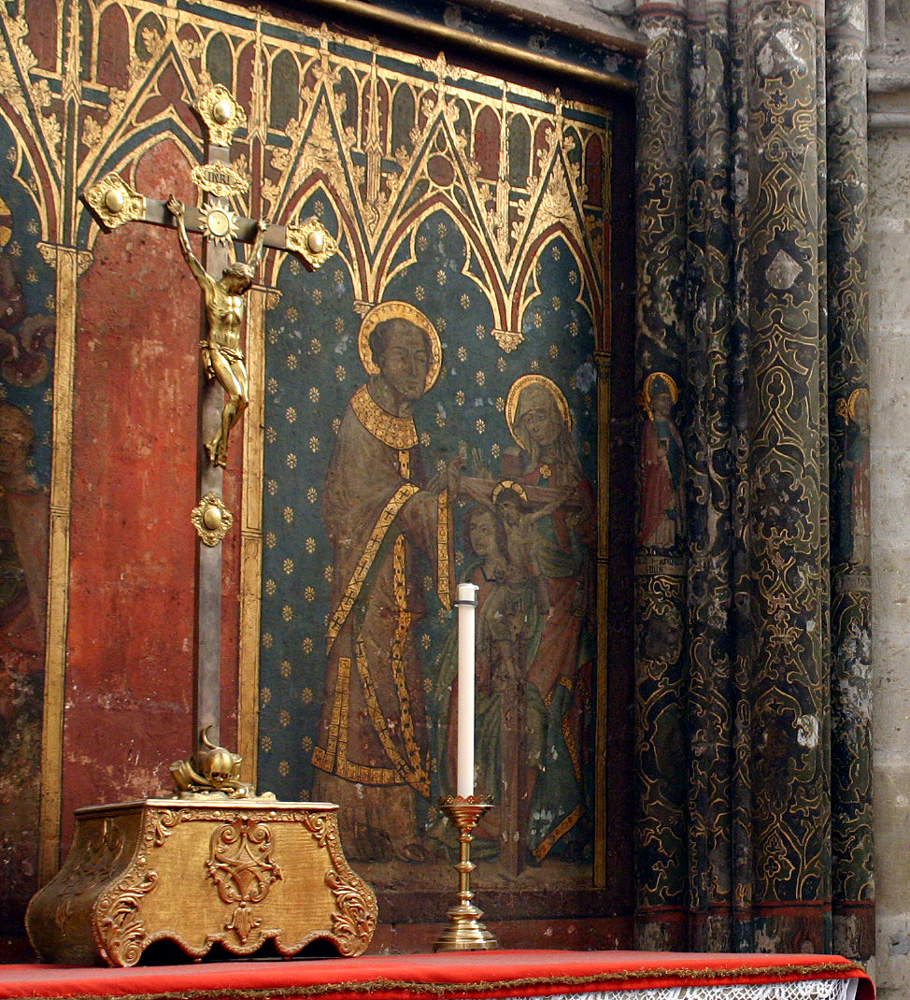
Pala d'altare dell'XI secolo nella cappella di Santo Stefano. A destra la rappresentazione del miracolo dell'Arcivescovo Gerone; a sinistra l'antica sede della croce, sovrastata da una cornice in alto.

In termini di storia dell'arte, il legame tra le leggende di Gerone e la croce non era più presente nell'Ottocento. Ad esempio, il restauratore Wilhelm Batzem dipinse sopra le pitture dell'altare nella cappella di Santo Stefano un nuovo arco centrale, in modo tale che non fosse più chiaro che la croce si trovava una volta al centro della sacra rappresentazione con Gerone protagonista, davanti all'area rossa vuota.
Fu solo nel 1924 e nel 1930 che Richard Hamann fece paragoni stilistici con varie sculture ottoniane, tra cui la porta di Bernoardo della cattedrale di Hildesheim datata con precisione al 1015, e in due opere collegò nuovamente la descrizione di Thietmar con la croce di Colonia. La datazione di Hamann al X secolo fu una svolta per la storia dell'arte, che l'aveva sempre assegnata al XII secolo.
Lo sfondo azzurro dell'altare risale al 1976. Paul Clemen lo descrisse come rosso nel 1937.

### Datazione dendrocronologica del 1976
Nel 1976 la croce fu rimossa per il restauro dell'altare barocco; il corpo fu staccato dalla croce per un esame completo e conservativo e poté quindi essere descritto in dettaglio anche dal retro per la prima volta. Contrariamente alle preoccupazioni del curatore statale e di altri esperti che temevano danni all'opera d'arte, in questa occasione fu effettuato un esame dendrocronologico sia sul corpo, sia sulla croce, che sostanzialmente confermò la datazione alla seconda metà del X secolo.
Il dendrocronologo Ernst Hollstein (1918–1988) del Rheinisches Landesmuseum Trier eseguì un esame della croce e del corpo per ottenere una datazione più precisa. A tal fine, fu in grado di misurare 209 anelli annuali successivi sul bordo superiore della croce in modo molto preciso e di effettuare misurazioni e stime utilizzabili sul corpo mediante conteggi annuali degli anelli in vari punti. Fu anche in grado di restringere la regione di crescita delle querce utilizzate nell'area dell'arcidiocesi di Colonia, ed è molto probabile che il legno provenga dall'Eifel settentrionale, ma non può essere del tutto esclusa un'origine nell'area intorno a Wiedenbrück.

#### Esame della croce
L'esame della croce rivelò che la quercia aveva circa 250 anni quando è stata abbattuta. Costituì punto di partenza per la datazione il fatto accertato che la quercia fu in vita non più tardi del 1683, con l'ipotesi che fosse nata verso l'anno 800. Un accordo significativo dei 209 anelli annuali con la cronologia delle querce della Germania occidentale è stato misurato per gli anni dal 757 al 965. Sulla base della sua esperienza, Hollstein ipotizzò che, quando fu realizzata la croce, dal tronco di quercia non sia stato rimosso molto dell'alburno inutilizzabile: l'abbattimento dell'albero avvenne quindi nel periodo dal 971 al 1012. Questo fu un risultato significativo per gli storici dell'arte che avevano già datato la croce a un periodo significativamente successivo, sebbene possa essere trascorso molto tempo tra la data del taglio del legno e la data in cui la croce fu realizzata.

#### Esame delcorpus
L'indagine sulla scultura si rivelò più complicata, poiché per motivi di restauro non si poteva né prelevare campioni, né misurare un numero così elevato di anelli annuali collegati come con la croce. I valori esatti sono stati ottenuti solo per gli anelli annuali compresi tra 647 e 779, ulteriori sequenze di anelli annuali sono state misurate e stimate dalle foto. La fase di crescita della quercia iniziò quindi intorno al 570: al momento del taglio l'albero aveva circa 400 anni. Sulla base di questi risultati, Hollstein stimò che la parte più esterna del corpo scolpito nella parte superiore della testa risalisse all'anno 940. Anche qui fu assunto con un alto grado di probabilità e per esperienza che solo gli anelli annuali di alburno esterno, durati circa 25 anni, furono rimossi per non sprecare durame di alta qualità; questo consentì di stabilire il taglio della pianta intorno all'anno 965. A causa dei suddetti limiti nell'indagine, Hollstein definì la datazione della scultura meno attendibile di quella della croce, ma la considerò "probabile" da un punto di vista scientifico.

### Valutazione storico-artistica
La valutazione storico-artistico di Rolf Lauer a seguito dell'indagine dendrocronologica riprende i risultati scientifici e li vede come una rinnovata conferma della precoce datazione della Croce di Gerone alla seconda metà del X secolo. La maggior parte degli autori ha poi avallato la stessa ricostruzione. Al contrario, il lavoro dello storico dell'arte di Colonia Günther Binding del 1982 che solleva seri dubbi sulle conclusioni dello studio e sostiene la datazione all'ultimo decennio del X secolo, oltre che una committenza diversa da quella di Gerone. Binding afferma che c'erano due diverse croci nella vecchia cattedrale e oggi non è più possibile chiarire a quale si fa riferimento nelle fonti storiche. La mancanza di un deposito reliquiario nella Croce di Gerone è visto come elemento a sfavore della possibilità di identificarla con la croce originale donata da Gerone. In termini di storici, si può identificare un gruppo stilisticamente chiuso di opere d'arte all'inizio del primo millennio, tra cui la Croce di Lotario e il Sacramentario di Gerone, in cui la Croce di Gerone si adatta perfettamente. Inoltre, Binding dichiara che non sia affatto certo che solo l'alburno sia stato rimosso dal tronco dell'albero per realizzare la scultura. Il "cosiddetto crocifisso di Gerone" viene quindi assegnato al mandato dell'arcivescovo Everger, il fondatore della Scuola di pittura ottoniana di Colonia e committente di diverse altre opere d'arte significative.
La maggior parte dei lavori più recenti sulla Croce di Gerone e sui suoi dintorni, comunque, non seguono l'interpretazione di Binding o la contraddicono esplicitamente come "non convincente". Gli autori di un articolo del 2008, che tratta di indagini su una serie di opere pittoriche nella Germania orientale, criticano le conclusioni di Holstein da un punto di vista dendrocronologico come inesatte. Sebbene non escludano la datazione precoce, concordano con la critica metodologica di Binding e raccomandano ulteriori esami utilizzando mezzi moderni, come la tomografia computerizzata o altri metodi non distruttivi.

## Classificazione storico-iconografica

### Influenze
Dopo la datazione storico-artistica della Croce di Gerone alla seconda metà del X secolo, gli studiosi si sono posti ripetutamente la domanda sotto quali influenze artistiche sia stata creata questa opera d'arte ottoniana. Una derivazione del tipo e dello stile alle tradizioni locali contemporanee non è stata considerata possibile a causa della mancanza di oggetti conservati. Sculture sacre monumentali, soprattutto figure di santi, del periodo pre-ottoniano sono descritte nelle fonti storiche, ma la maggior parte di esse non sono sopravvissute, con eccezione della straordinaria Madonna d'oro di Essen che tuttavia non offre un confronto significativo. Sculture più piccole, come le sculture in avorio carolingio, erano quindi utilizzate principalmente per confronti tipologici e stilistici.
La precisa rappresentazione anatomica della figura di Cristo è un punto focale per la contestualizzazione stilistica: le braccia sono tese, il peso del corpo sospeso le tira verso il basso e i tendini e i muscoli sporgono. Spiccano le ossa pelviche, il torace è depresso e la gabbia toracica sporge. I piedi sono inchiodati separatamente al suppedaneo. La risultante contropressione dal basso fa sì che la parte superiore del corpo si pieghi a sinistra, così come le gambe, piegate alle ginocchia. Questa postura chiastica "piena di tensione" (Haedeke) con la gamba eretta e libera trova la massima deflessione laterale (ponderazione) nell'area dell'anca. La scultura raffigura Cristo nel momento della sua morte con "effetti forti".
Se si confronta questa postura con le piccole sculture carolingie esistenti, gli elementi descritti difficilmente possono essere provati e solo accennati. I crocifissi ottoniani raffigurano Cristo come il radioso vincitore: il Cristo è stante o "galleggia" quasi in piedi e con gli occhi aperti sulla croce. Un esempio è nella Croce di Gisella, che è stata realizzata nel 1006 ed è ora nel tesoro della residenza di Monaco. A causa di questa evidente differenza nella postura della figura del Cristo della croce di Gerone rispetto ai precedenti crocifissi occidentali, per molto tempo è stata considerata una forte influenza bizantina, a partire dagli studi di Albert Boeckler.
Esempi di simili opere di influenza bizantina furono il Sacramentario di Gerone, ora nella Biblioteca nazionale di Francia a Parigi, o la Croce di Lotario di Aquisgrana. Tuttavia, questi sono di epoca successiva.
Le differenze stilistiche tra la croce di Gero e le poche raffigurazioni bizantine superstiti di Cristo sono tuttavia descritte come troppo chiare per accettare Bisanzio come modello fisso e unico. Le somiglianze si possono trovare nei dettagli, ad esempio nella disposizione asimmetrica del perizoma, che si può trovare anche in una scultura bizantina in avorio dell'VIII secolo (Metropolitan Museum di New York). Se, tuttavia, l'obiettivo principale dell'artista della Croce di Gerone è la persona sofferente e distorta dal dolore, nelle sculture bizantine si trova un Cristo più tranquillo e nobile nella sua sofferenza. Queste figure sono anche più morbide e di forma più fluida e formano un tipo bizantino ponderato.
In sintesi, alla Croce di Gerone sono attribuite varie influenze stilistiche e teologiche, fino alla completa negazione dei modelli bizantini (Kröger). Haedeke assegna i dettagli iconografici a cinque diverse direzioni: lo stile pittorico e il perizoma asimmetrico sono tipicamente bizantini, la nitidezza e la chiarezza della raffigurazione delle vesti è dovuta alla severità del gruppo romano bizantino centrale, mentre la postura classica si basa su modelli antichi. L' "illusionismo tardoantico" può essere trovato nel disegno cesellato dei capelli. Ma questa classificazione interpreta anche la particolarità più importante della Croce di Gerone come nuova e occidentale: l'espressività dura, ascetica, la tensione e la tensione delle braccia, il dolore fisico non si trova neanche a Bisanzio. Là, le figure di Cristo sono o dignitose e rappresentative o caratterizzate nella loro sofferenza da una "bella sofferenza". Haussherr mostra anche parallelismi stilistici con le immagini del crocifisso nell'area franco-mosana (ad esempio Reims) e mostra come si verificassero già in epoca carolingia.

### Altri crocifissi dell'epoca
Come descritto, non c'è una reale continuità nella raffigurazione di Cristo crocifisso tra il X e il XII secolo, il che rende difficile datare i singoli pezzi. I confronti di stile e tipo sono quindi per lo più limitati ai dettagli. Quando si esamina la Croce di Gerone, vengono confrontati i crocifissi sopravvissuti dell'XI e del XII secolo, tra cui il Crocifisso di San Giorgio restaurato nel 2003 a Colonia o la Croce di Minden. Una croce monumentale conservata nella Heilig-Kreuz-Kirche di Schaftlach (Waakirchen) è datata intorno al 1020. Dopo un restauro nel 2006, la Croce di Enghausen nel distretto bavarese di Frisinga è stata retrodatata intorno all'890/900. Da citare anche il Crocifisso di Gerresheim nella basilica di Santa Margherita a Gerresheim.

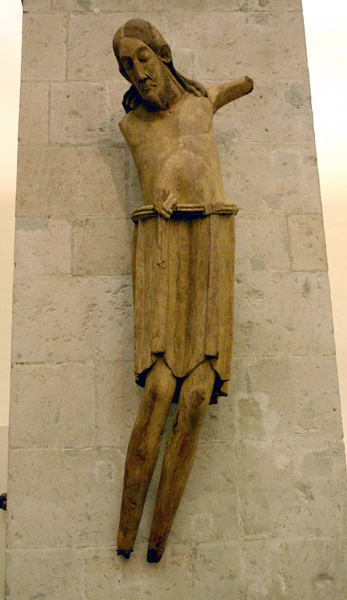
Torso del Crocifisso di San Giorgio (1067 circa), con una forma del corpo altrettanto gonfia e tratti di sofferenza (Colonia, Museo Schnütgen, n. Inv. A 9)
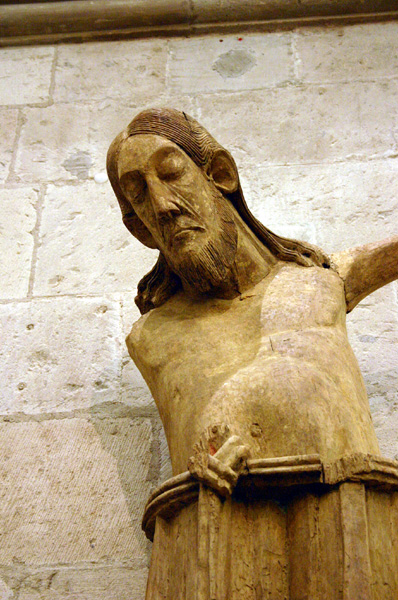
Altro dettaglio del Crocifisso di San Giorgio: gli occhi del crocifisso sono chiusi
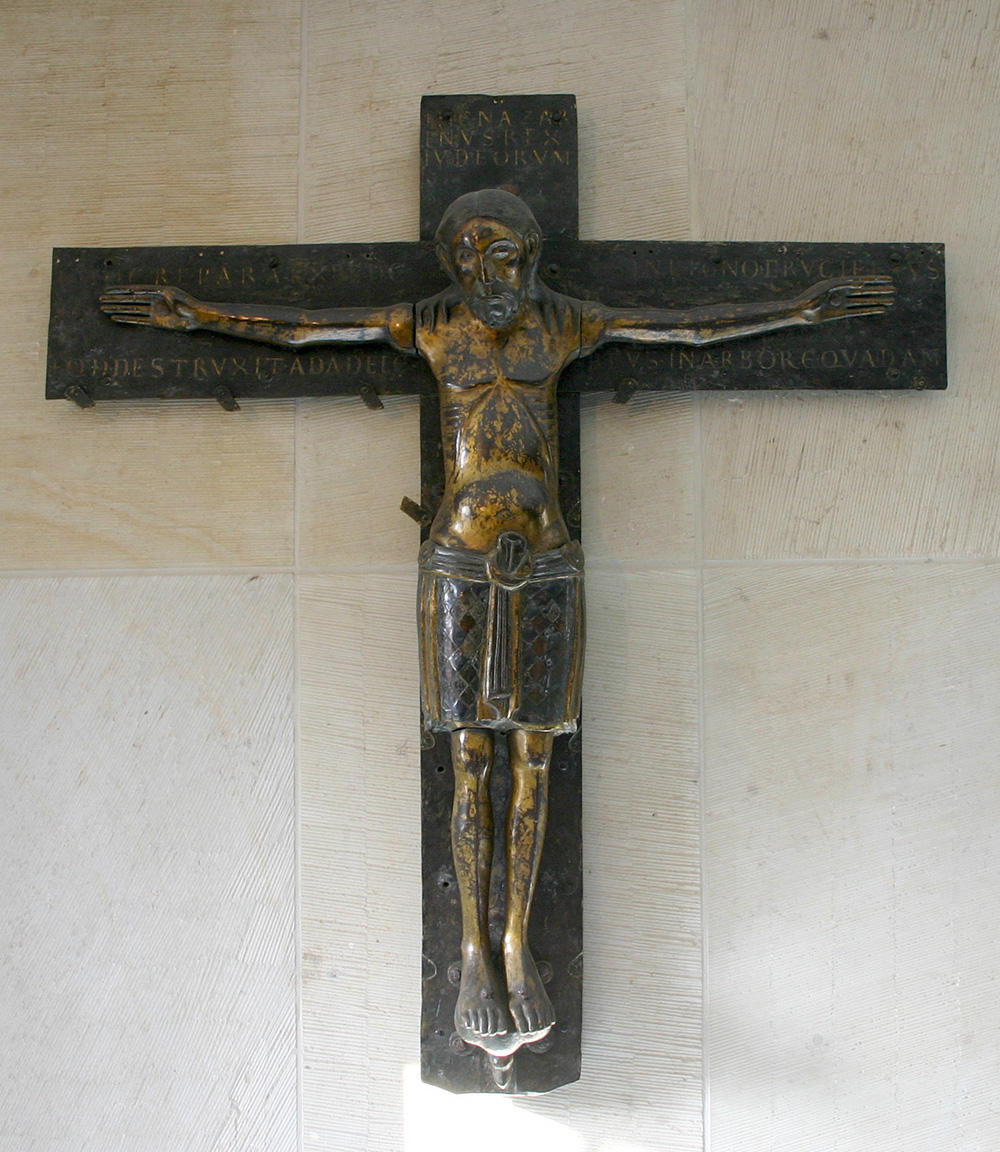
La Croce di Minden (1170/1020): Cristo con gli occhi aperti, in piedi anziché sospeso, senza una ferita sul lato, ma con segni di sofferenza, petto infossato e angoli della bocca abbassati.
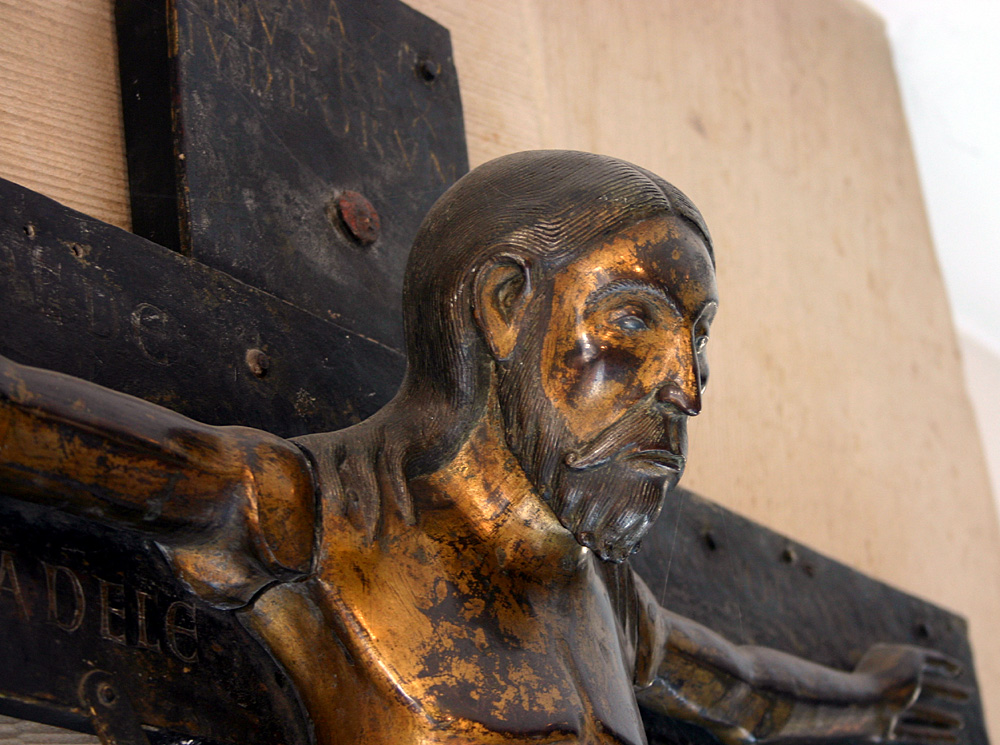
Il possibile creatore della Croce di Minden, Ruggero di Helmarshausen, potrebbe aver conosciuto la Croce di Gerone dal suo lavoro a Colonia.
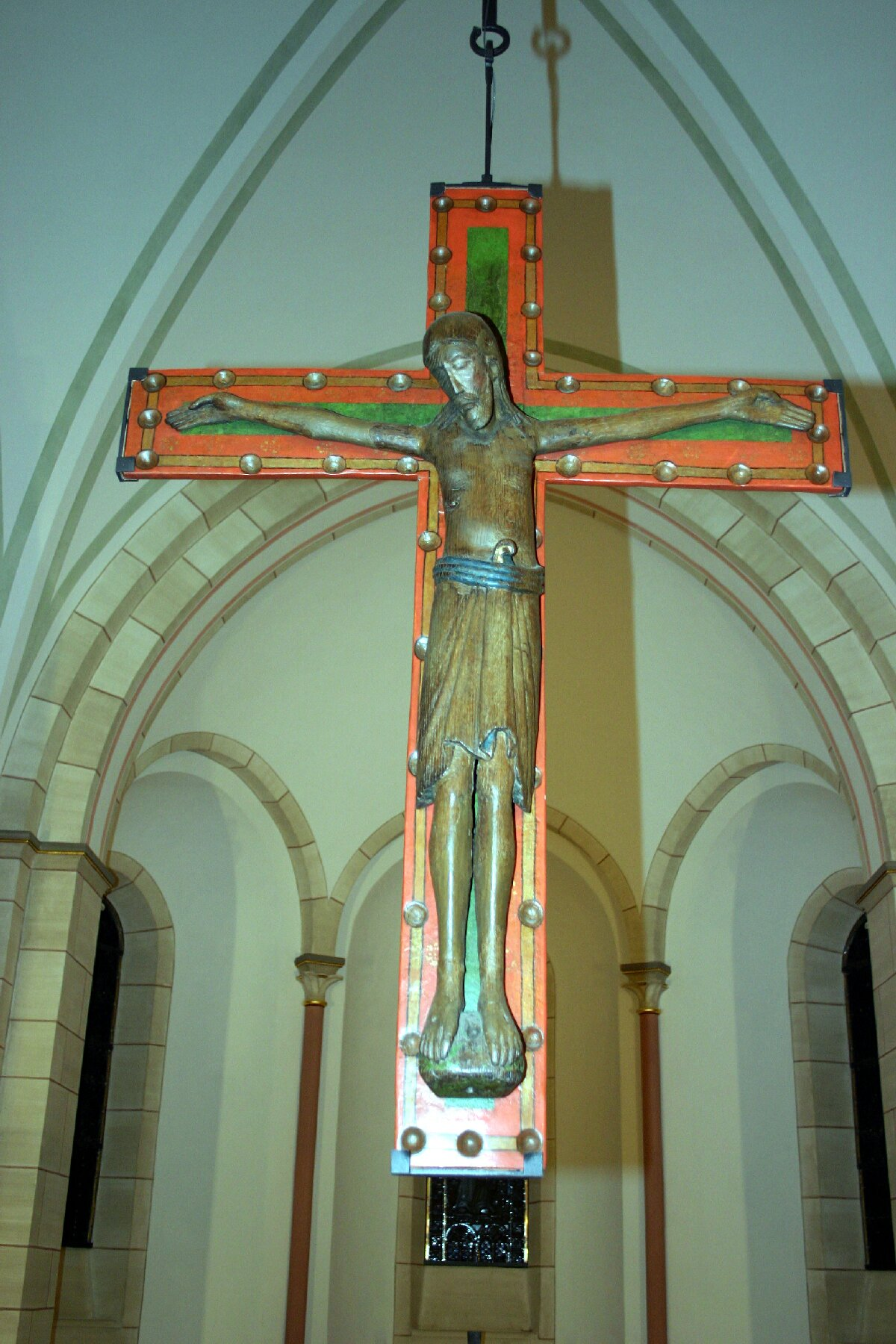
Croce miracolosa di Elspe, con data di taglio del legno del corpo intorno/dopo il 989, data di taglio della croce intorno/dopo il 1175.

### Teorie alternative dell'origine
In un'opera del 1989 Wilhelm Jordan avanzò la tesi che la croce di Gerone fosse stata disegnata a partire dalla Sindone di Torino o da una sua copia in pergamena. Sposando la tesi che la Sindone di Torino sia il mandylion trasferito da Edessa a Costantinopoli nel 944, egli ipotizza che l'arcivescovo Gerone possa averlo visto durante il suo soggiorno a Costantinopoli. Questa ricostruzione deve tuttavia relazionarsi con gli studi scientifici sulla Sindone e le relative problematiche di datazione del reperto.
Jordan ha dichiarato che Gerome avesse portato una copia del sudario su pergamena con lui a Colonia e avesse quindi incaricato un artista di realizzare la scultura sulla base di questo modello. Il brano della Cronaca di Thietmar ex ligno studiose fabricari precepit trova così una traduzione alternativa in "[La croce] che [Gerone] aveva prodotto con cura", precisamente dopo la (pre) immagine della stoffa. Una serie di somiglianze tra la stoffa e la scultura di Cristo della croce di Gero non sono da considerarsi casuali, come la dimensione quasi esattamente corrispondente, la somiglianza del viso, una "asimmetria rispetto alla guancia sinistra più forte o gonfia" e un'anomalia nell'orecchio destro.
La ricezione di questa teoria è piuttosto scarsa tra i teologi e gli studiosi d'arte. Non si può escludere un'influenza dell'immagine sulla Sindone di Torino sulle raffigurazioni successive di Cristo, ma non può essere scientificamente provato che la creazione della Croce di Gerone sia direttamente correlata alla tela di Costantinopoli.

## Aspetti teologici

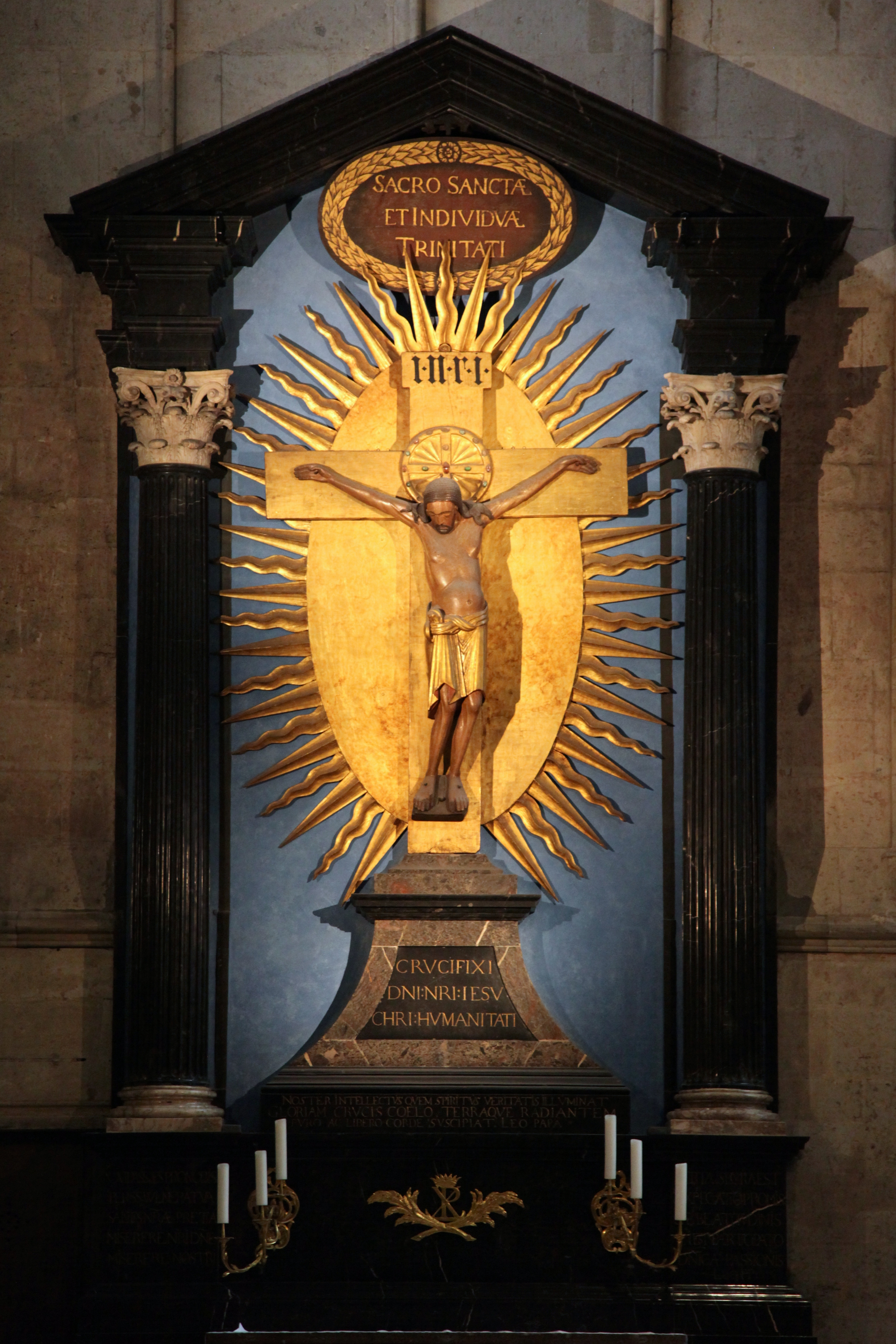
La croce nell'altare del 1683.

Oltre ai dettagli iconografici descritti, il fatto che il Cristo morto sia raffigurato sulla Croce di Gerone gioca un ruolo particolarmente importante nell'interpretazione. L'impiccagione - non in piedi - sulla croce, gli occhi chiusi e la prova di morte menzionata nel Vangelo di Giovanni (19:34) per mezzo di una lancia nel fianco destro del corpo ne sono indicativi.
Le raffigurazioni dell'antico cristianesimo e del primo bizantino raffigurano la ferita sul fianco, ma su un crocifisso con gli occhi spalancati, "fluttuante" sulla croce. In Occidente, invece, prevaleva il tipo trionfante sulla croce. Le cause di un così chiaro ulteriore sviluppo dell'iconografia non possono essere viste indipendentemente dai dogmi teologici e dagli sviluppi nella fede.
Poiché non sono noti cambiamenti rivoluzionari nel dogma nell'alto Medioevo (come la cristologia), è più probabile che l'interpretazione teologica presupponga un cambiamento nell'immagine occidentale di Cristo all'interno dei dogmi dati. Il tempo di origine della Croce di Gerone si colloca esattamente tra la patristica e l'inizio della scolastica. Per tutto l'Occidente, invece, si possono ipotizzare influenze dalla riforma cluniacense, che poneva il crocifisso al centro del pensiero religioso (Kröger).
Se non si rifiuta completamente la possibile influenza bizantina sulla Croce di Gerone, anche la disputa sulle immagini della Chiesa d'Oriente nel VII e VIII secolo potrebbe aver avuto un ruolo nella mutata rappresentazione di Cristo. La stessa umanità di Cristo, che include la mortalità e la morte, fu considerata dai moduli delle icone, e dai difensori delle immagini, come un argomento a favore di una rappresentazione pittorica del Salvatore.
Come esempio della pietà sulla croce del tempo osservato, è possibile individuare una raccolta di preghiere di Pier Damiani, in cui da un lato si celebra la Passione di Cristo come vittoria sul "peccato, morte e diavolo", ma dall'altra si elabora il carattere sacrificale della morte in croce, l'umiltà e la vulnerabilità del crocifisso. Le opinioni teologiche sul carattere della morte in croce variano nel periodo in esame, così come la rappresentazione artistica della croce durante questo periodo. Molti altri punti di vista teologici esistettero in parallelo fino al XII secolo.
Ulteriori prove del retroterra religioso delle raffigurazioni medievali della crocifissione si possono trovare in Jonas von Orléans e Bernhard von Angers, che sottolineano entrambi anche il sacrificio, l'aspetto più importante della celebrazione eucaristica cattolica: nel sacrificio della messa, è mostrato il sacrificio della croce per il perdono dei peccati.
Per la sfera d'influenza carolingia dell'VIII e del IX secolo, i Libri Carolini documentano un prevalente credo riferito alla croce come simbolo cristiano: in questa fonte si parla dello “stendardo, segno del nostro vincitore”, perciò capace anche di sottolineare la divinità di Cristo. Tuttavia, già all'inizio del IX secolo, il sacramento, la messa e l'Eucaristia emersero come punti focali religiosi. Il cambiamento nella rappresentazione pittorica dei crocifissi può essere interpretato anche da questo cambio di significato: il sangue della ferita laterale corrisponde al sangue del sacrificio. La sofferenza e la morte del Dio incarnato, “l'ultimo atto di salvezza” sono illustrate e rese comprensibili.
Questa affermazione teologica avvertibile nella Croce di Gerone è ulteriormente elaborata in importanti opere successive, ad esempio di Bernardo di Chiaravalle o Anselmo d'Aosta: san Bernardo pone Gesù come uomo al centro della fede, mentre Anselmo sottolinea soprattutto la redenzione dell'umanità attraverso la morte sulla croce del "Dio Uomo".